# Cascabela pinifolia
Espèce
Synonymes
- Thevetia peruviana var. pinifolia Standl. & Steyerm.[1]

Statut de conservation UICN

 VU A2ac : Vulnérable
Cascabela pinifolia est une espèce de plantes dicotylédones de la famille des Apocynaceae, sous-famille des Rauvolfioideae, endémique du Mexique.
C'est un arbuste ou un petit arbre tropical à feuilles persistantes, pouvant atteindre de 2 à 5 mètres de haut.